# Asparagus leptocladodius
Asparagus leptocladodius är en sparrisväxtart som beskrevs av Emilio Chiovenda. Asparagus leptocladodius ingår i släktet sparrisar, och familjen sparrisväxter. Inga underarter finns listade i Catalogue of Life.